# 사탄당
사탄당(四炭糖, 영어: tetrose) 또는 테트로스는 4개의 탄소 원자가 포함된 단당류이다. 사탄당에는 알데하이드 작용기를 가진 알도테트로스(aldotetrose)와 케톤 작용기를 가진 케토테트로스(ketotetrose)가 있다.

## 알도테트로스

에리트로스
트레오스

알도테트로스는 2개의 키랄 중심(비대칭 탄소 원자)을 갖고 있어서 4종류의 서로 다른 입체이성질체를 만들 수 있다. 그 중 2종류는 자연계에서 만들어지는 입체이성질체로 D-에리트로스와 D-트레오스이다. D-형은 자연계에 존재하나, L-형은 자연계에 존재하지 않는다.

## 케토테트로스

에리트룰로스

케토테트로스는 하나의 키랄 중심을 가지며 2종류의 입체이성질체 D-에리트룰로스와 L-에리트룰로스를 만들 수 있으며, 마찬가지로 D-에리트룰로스만 자연계에 존재한다.

## 같이 보기
- 단당류
- 삼탄당
- 오탄당
- 육탄당